# Мейджи Ясуда Лайф Иншуранс Къмпани
Мейджи Ясуда Лайф Иншуранс Къмпани (Meiji Yasuda Life Insurance Company|明治安田生命保険相互会社) е японска животозастрахователна компания.

## История
Създадена е на 1 януари 2004 година, следствие сливането на „Мейджи Мутуал Лайф Иншурънс Къмпани“ и „Йосуда Лайф Иншурънс Къмпани“.
Част е от концерна Мицубиши Груп.